# Wereldbeker veldrijden 1997-1998
Het 5e Wereldbekerseizoen werd gereden in 1997-1998. De winnaar werd de Nederlander Richard Groenendaal. Het seizoen begon in Eschenbach op 26 oktober en eindigde op 18 januari in Heerlen. Het seizoen telde in totaal 6 crossen.
De wereldbeker bestond uit de volgende categorie:
- Mannen elite

## Mannen elite

### Kalender en podia
| Datum      | Locatie        | Eerste              | Tweede              | Derde               |
| ---------- | -------------- | ------------------- | ------------------- | ------------------- |
| 26/10/1997 | Eschenbach     | Richard Groenendaal | Adrie van der Poel  | Beat Wabel          |
| 22/11/1997 | Praag          | Dieter Runkel       | Adrie van der Poel  | Richard Groenendaal |
| 06/12/1997 | Solbiate Olona | Daniele Pontoni     | Richard Groenendaal | Marc Janssens       |
| 21/12/1997 | Koksijde       | Richard Groenendaal | Adrie van der Poel  | Marc Janssens       |
| 04/01/1998 | Pontchâteau    | Daniele Pontoni     | Richard Groenendaal | Adrie van der Poel  |
| 18/01/1998 | Heerlen        | Richard Groenendaal | Adrie van der Poel  | Mario De Clercq     |

### Eindklassement
| Pos. | Renner              | Punten |
| ---- | ------------------- | ------ |
| 1    | Richard Groenendaal | 260    |
| 2    | Adrie van der Poel  | 212    |
| 3    | Daniele Pontoni     | 161    |
| 4    | Marc Janssens       | 137    |
| 5    | Dieter Runkel       | 129    |
| 6    | Radomír Šimůnek     | 109    |
| 7    | Peter Van Santvliet | 108    |
| 8    | Mario De Clercq     | 100    |
| 9    | Erwin Vervecken     | 98     |
| 10   | Jiri Pospisil       | 92     |

### Uitslagen
| #  | Naam                | Tijd     |
| -- | ------------------- | -------- |
| 1  | Richard Groenendaal | 01:02.17 |
| 2  | Adrie van der Poel  | + 0.20   |
| 3  | Beat Wabel          | + 0.58   |
| 4  | Radomír Šimůnek     | + 0.59   |
| 5  | Luca Bramati        | + 1.00   |
| 6  | Mario De Clercq     | + 1.01   |
| 7  | Peter Van Santvliet | + 1.03   |
| 8  | Dieter Runkel       | + 1.05   |
| 9  | Roland Schaetti     | + 1.07   |
| 10 | Jiri Pospisil       | + 1.25   |

| #  | Naam                | Tijd    |
| -- | ------------------- | ------- |
| 1  | Dieter Runkel       | 1:00.57 |
| 2  | Adrie van der Poel  | + 0.14  |
| 3  | Richard Groenendaal | + 0.18  |
| 4  | Erwin Vervecken     | + 0.38  |
| 5  | Mario De Clercq     | + 0.42  |
| 6  | Peter Van Santvliet | z.t.    |
| 7  | Jiri Pospisil       | z.t.    |
| 8  | Daniele Pontoni     | + 0.48  |
| 9  | Roland Schaetti     | + 1.09  |
| 10 | Wim de Vos          | + 1.16  |

| #  | Naam                | Tijd    |
| -- | ------------------- | ------- |
| 1  | Daniele Pontoni     | 0:59.49 |
| 2  | Richard Groenendaal | + 0.21  |
| 3  | Marc Janssens       | + 1.07  |
| 4  | Thomas Frischknecht | + 1.09  |
| 5  | Adrie van der Poel  | +1.28   |
| 6  | Dieter Runkel       | + 1.31  |
| 7  | Erwin Vervecken     | + 1.36  |
| 8  | Wim de Vos          | + 1.45  |
| 9  | Jiri Pospisil       | + 2.00  |
| 10 | Peter Van Santvliet | + 2.13  |

| #  | Naam                | Tijd    |
| -- | ------------------- | ------- |
| 1  | Richard Groenendaal | 1:01.10 |
| 2  | Adrie van der Poel  | + 0.23  |
| 3  | Marc Janssens       | + 0.37  |
| 4  | Daniele Pontoni     | + 0.52  |
| 5  | Erwin Vervecken     | + 1.06  |
| 6  | Radomír Šimůnek     | z.t.    |
| 7  | Sven Nys            | z.t.    |
| 8  | Peter Van Santvliet | + 1.17  |
| 9  | Wim de Vos          | + 1.20  |
| 10 | Bart Wellens        | + 1.34  |

| #  | Naam                | Tijd    |
| -- | ------------------- | ------- |
| 1  | Daniele Pontoni     | 0:55.29 |
| 2  | Richard Groenendaal | + 0.54  |
| 3  | Adrie van der Poel  | + 1.04  |
| 4  | Radomír Šimůnek     | + 2.15  |
| 5  | Marc Janssens       | + 2.17  |
| 6  | Jiri Pospisil       | + 2.32  |
| 7  | Beat Wabel          | + 2.47  |
| 8  | Emmanuel Magnien    | + 2.53  |
| 9  | Peter Van Santvliet | + 3.04  |
| 10 | Mario De Clercq     | + 3.17  |

| #  | Naam                | Tijd    |
| -- | ------------------- | ------- |
| 1  | Richard Groenendaal | 1:03.01 |
| 2  | Adrie van der Poel  | + 0.30  |
| 3  | Mario De Clercq     | + 0.46  |
| 4  | Marc Janssens       | + 2.16  |
| 5  | Christophe Mengin   | + 2.38  |
| 6  | Beat Wabel          | z.t.    |
| 7  | Emmanuel Magnien    | z.t.    |
| 8  | Peter Van Santvliet | + 3.09  |
| 9  | Daniele Pontoni     | + 3.32  |
| 10 | Dieter Runkel       | + 3.41  |

Kampioenschappen:  Wereldkampioenschappen · 
 Belgische kampioenschappen · 
 Nederlandse kampioenschappen
Klassementen:  Wereldbeker · 
 Superprestige · 
 GvA Trofee · 
 Challenge national
1993-1994 · 1994-1995 · 1995-1996 · 1996-1997 · 1997-1998 · 1998-1999 · 1999-2000 · 2000-2001 · 2001-2002 · 2002-2003 · 2003-2004 · 2004-2005 · 2005-2006 · 2006-2007 · 2007-2008 · 2008-2009 · 2009-2010 · 2010-2011 · 2011-2012 · 2012-2013 · 2013-2014 · 2014-2015 · 2015-2016 · 2016-2017 · 2017-2018 · 2018-2019 · 2019-2020 · 2020-2021 · 2021-2022 · 2022-2023 · 2023-2024 · 2024-2025